# جورج ميلز (لاعب كريكت)
جورج ميلز (1 أغسطس 1916 في نيوزيلندا - 17 ديسمبر 1979) (بالإنجليزية: George Mills)‏ هو لاعب كريكت نيوزلندي.

## وصلات خارجية
- جورج ميلز على موقع إي آس بي آن كريك إنفو (الإنجليزية)